# Firmo Freire do Nascimento
Firmo Freire do Nascimento (Boquim, 1 de dezembro de 1881 — Sergipe, 9 de julho de 1967) foi um militar brasileiro.

## Biografia
Foi chefe do Gabinete Militar no governo Getúlio Vargas, de 18 de setembro de 1942 a 28 de outubro de 1945.